# Giornale di matematiche
Il Giornale di matematiche è stata una rivista di matematica fondata nel 1863 a Napoli da Giuseppe Battaglini, assieme ai colleghi  Vincenzo Janni e Nicola Trudi dell'Università di Napoli.
Battaglini ne fu direttore fino alla morte, avvenuta nel 1894. Da quell'anno la rivista cambiò nome in Giornale di matematiche di Battaglini, più noto come "Giornale di Battaglini". 
La rivista, come riporta il sottotitolo, era "ad uso degli studenti delle Università italiane". Ebbe notevole diffusione ed è considerata importante soprattutto per la conoscenza delle  geometrie non euclidee in Italia.

## Direttori
- Giuseppe Battaglini (dal 1863 al 1894)
- Alfredo Capelli (dal 1894 al 1910)
- Ernesto Pascal (dal 1910 al 1939)
- Renato Caccioppoli (dal 1947 al 1951)
- Carlo Miranda (dal 1947).

## Versione digitale

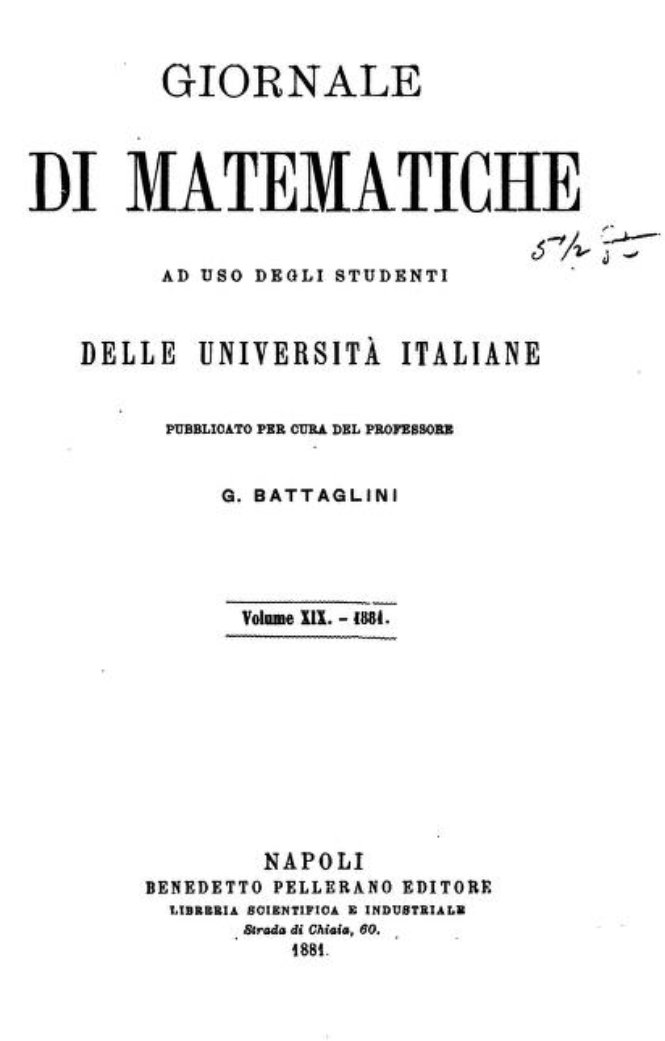
Giornale di Matematiche XIX 1884

Molte parti della rivista sono disponibili online in versione digitalizzata, un'operazione curata dal prof. Claudio Fontanari, in collaborazione con il Dipartimento di Matematica dell'Università degli Studi di Milano.

### Indici annuali e decennali
Sono stati digitalizzati gli indici delle annate dal 1863 al 1965 (93 volumi).
Sono stati digitalizzati anche 8 indici decennali, ciascuno dei quali raccoglieva elencazioni pluriennali compilate sulla base di due indicizzazioni separate, per categoria e per autore:
- Indice dei volumi 1-10 (PDF), su Università di Trento.
- Indice dei volumi 11-20 (PDF), su Università di Trento.
- Indice dei volumi 21-30 (PDF), su Università di Trento.
- Indice dei volumi 31-40 (PDF), su Università di Trento.
- Indice dei volumi 41-50 (PDF), su Università di Trento.
- Indice dei volumi 51-60 (PDF), su Università di Trento.
- Indice dei volumi 61-70 (PDF), su Università di Trento.
- Indice dei volumi 77-86 (PDF), su Università di Trento.

### Volumi digitalizzati
Volumi interamente digitalizzati: 

#### Anni 1863-1918
- Volume 1, su HathiTrust Digital Library, 1863.
- Volume 2, su HathiTrust Digital Library, 1864.
- Volume 3, su HathiTrust Digital Library, 1865.
- Volume 4, su HathiTrust Digital Library, 1866.
- Volume 5, su HathiTrust Digital Library, 1867.
- Volume 6, su HathiTrust Digital Library, 1868.
- Volume 7, su HathiTrust Digital Library, 1869.
- Volume 8, su HathiTrust Digital Library, 1870.
- Volume 9, su HathiTrust Digital Library, 1871.
- Volume 10, su HathiTrust Digital Library, 1872.
- Volume 11, su HathiTrust Digital Library, 1873.
- Volume 12, su HathiTrust Digital Library, 1874.
- Volume 13, su HathiTrust Digital Library, 1875.
- Volume 14, su HathiTrust Digital Library, 1876.
- Volume 15, su HathiTrust Digital Library, 1877.
- Volume 16, su HathiTrust Digital Library, 1878.

- Volume 18, su Internet Archive, 1880.
- Volume 19, su Internet Archive, 1881.
- Volume 21, su Google books, 1883.
- Volume 22, su Google books, 1884.
- Volume 23, su Internet Archive, 1885.
- Volume 24, su Internet Archive, 1886.
- Volume 25, su Google books, 1887.
- Volume 26, su Internet Archive, 1888.
- Volume 27, su Internet Archive, 1889.
- Volume 28, su Internet Archive, 1890.
- Volume 29, su Internet Archive, 1891.
- Volume 31, su Internet Archive, 1893.
- Volume 33, su Internet Archive, 1895.
- Volume 35, su Internet Archive, 1897.
- Volume 36, su Internet Archive, 1898.
- Volume 39, su Internet Archive, 1901.
- Volume 40, su Internet Archive, 1902.
- Volume 41, su Internet Archive, 1903.
- Volume 42, su Internet Archive, 1904.
- Volume 43, su Internet Archive, 1905.
- Volume 44, su Internet Archive, 1906.
- Volume 56, su Internet Archive, 1918.
- Volume 49, su digitale.bnc.roma.sbn.it.

### Articoli digitalizzati
Articoli scelti disponibili online, a cura del Prof. Claudio Fontanari:
- James Maurice Wilson, Euclide come testo di geometria elementare (PDF), 1868.
- Oreste Tognoli, Le funzioni algebriche studiate geometricamente (PDF), 1884.
- Federigo Enriques, Le omografie cicliche negli spazi ad n dimensioni (PDF), 1892.
- Federigo Enriques, Sugli spazi pluritangenti alle varietà cubiche generali nello spazio a 4 dimensioni (PDF), 1893.
- Adolf Hurwitz, Sulle superficie di Riemann con dati punti di diramazione (PDF), 1893.
- Felix Klein, The Mathematical Congress at Chicago: Inaugural Address (PDF), 1893.
- Edgardo Ciani, Sopra i sistemi di curve algebriche piane (PDF), 1895.
- Corrado Segre, La molteplicità nelle intersezioni di curve piane algebriche (PDF), 1898.
- Adolf Hurwitz, Sulle superficie di Riemann con dati punti di diramazione (PDF), 1903.
- Roberto Marcolongo, Materiale didattico ed esperienze nell'insegnamento (PDF), 1922.
- Federico Amodeo, La curva di Abel di gonalità 38 (PDF), 1938.
- Guido Zappa, Sui sistemi continui di curve sopra una rigata algebrica (PDF), 1947.